# Mrs. Fletcher
Mrs. Fletcher è una miniserie televisiva del 2019 ideata da Tom Perrotta e basata sul suo romanzo omonimo del 2017.

## Trama
Eve Fletcher è una divorziata in piena crisi di mezza età. La sua vita cambia quando porta il figlio Brendan al college e, rimasta sola a casa, intraprende un viaggio di esplorazione sentimentale e sessuale. Intanto al college anche Brendan comincia a sperimentare.

## Puntate
| nº | Titolo           | Prima TV USA     | Pubblicazione Italia |
| -- | ---------------- | ---------------- | -------------------- |
| 1  | Empty Best       | 27 ottobre 2019  | 29 settembre 2022    |
| 2  | Free Sample      | 3 novembre 2019  | 29 settembre 2022    |
| 3  | Care Package     | 10 novembre 2019 | 29 settembre 2022    |
| 4  | Parents' Weekend | 17 novembre 2019 | 29 settembre 2022    |
| 5  | Invisible Fence  | 24 novembre 2019 | 29 settembre 2022    |
| 6  | Solar Glow       | 1º dicembre 2019 | 29 settembre 2022    |
| 7  | Welcome Back     | 8 dicembre 2019  | 29 settembre 2022    |

## Personaggi e interpreti

Mrs. Fletcher

### Principali
- Eve Mackie Fletcher, interpretata da Kathryn Hahn, doppiata da Francesca Fiorentini.
Divorziata di mezz'età e madre di Brendan, lavora come direttrice in un centro anziani.
- Brendan Fletcher, interpretato da Jackson White, doppiato da Flavio Aquilone.
Figlio di Eve in procinto di trasferirsi per entrare al college.
- Julian Spitzer, interpretato da Owen Teague, doppiato da Alessio Puccio.
Compagno di classe di Brendan alle superiori. In seguito compagno di corso di scrittura creativa di Eve che prova una forte attrazione verso di lei.
- Zach, interpretato da Cameron Boyce, doppiato da Tito Marteddu.
Compagno di stanza di Brendan al college.
- George Rafferty, interpretato da Domenick Lombardozzi, doppiato da Massimo Bitossi.
Figlio adulto di Roy.
- Margo Fairchild, interpretata da Jen Richards, doppiata da Sabrina Duranti.
Insegnante e scrittrice transgender di scrittura creativa del corso che frequenta Eve.
- Curtis, interpretato da Ifádansi Rashad, doppiato da Alberto Angrisano.
Compagno di corso di Eve che inizia una relazione con Margo.
- Amanda Olney, interpretata da Katie Kershaw, doppiata da Letizia Ciampa.
Collega e amica di Eve.

### Ricorrenti
- Jane, interpretata da Casey Wilson, doppiata da Eleonora Reti.
Migliore amica di Eve.
- Chloe, interpretata da Jasmine Cephas Jones, doppiata da Lucrezia Marricchi.
Compagna di college di Brendan innamorata di lui.
- Roy Rafferty, interpretato da Bill Raymond, doppiato da Gianni Giuliano.
Anziano residente della casa di riposo di Eve con una dipendenza dal sesso.
- Ted Fletcher, interpretato da Josh Hamilton, doppiato da Francesco Prando.
Ex marito di Eve e padre di Brendan.

## Produzione
Nell'agosto 2018 l'HBO commissionò la miniserie, co-prodotta e interpretata da Kathryn Hahn. La puntata pilota fu scritta da Tom Perrotta e diretta da Nicole Holofcener.

## Distribuzione
Negli Stati Uniti la miniserie è stata trasmessa da HBO dal 27 agosto all'8 dicembre 2019. Alcuni episodi erano stati proiettati in anteprima al Toronto International Film Festival del 2019. In Italia è stata pubblicata su Sky Box Sets il 29 settembre 2022.

## Accoglienza
Mrs. Fletcher è stato accolto positivamente della critica. Sull'aggregatore di recensioni Rotten Tomatoes ottiene l'83% di recensioni positive con un punteggio di 7.23 su 10 basato su 40 recensioni. Metacritic registra un punteggio di 72 su 100 basato su 16 recensioni.